# Senna confinis
Senna confinis är en ärtväxtart som först beskrevs av Edward Lee Greene, och fick sitt nu gällande namn av Howard Samuel Irwin och Rupert Charles Barneby. Senna confinis ingår i släktet sennor, och familjen ärtväxter. Inga underarter finns listade i Catalogue of Life.